# William Broyles junior
William Dodson Broyles junior (* 8. Oktober 1944 in Houston, Texas) ist ein US-amerikanischer Drehbuchautor. Er ist vor allem für die Filme Apollo 13 und Planet der Affen bekannt.

## Leben
Broyles absolvierte ein Studium an der Rice University, das er 1966 abschloss. Im Anschluss studierte er an der University of Oxford Philosophy, Politics and Economics. Er trat dem Friedenscorps bei, ging dann aber 1968 doch zum United States Marine Corps. Als Lieutenant war Broyles am Vietnamkrieg beteiligt und diente in Vietnam für ein Jahr. Nach seiner Rückkehr war er Mitbegründer des Magazins Texas Monthly und arbeitete für acht Jahre als dessen Herausgeber. Im Anschluss wechselte er zur Newsweek. Später schrieb er Kolumnen für U.S. News & World Report.
Im Jahr 1984 unternahm er eine Reise nach Vietnam, auf deren Grundlage er das Buch Brothers in Arms: A Journey from War to Peace verfasste. Ende der 1980er Jahre war er an der Entwicklung der Fernsehserie China Beach beteiligt, in der Folge wandte er sich dem Drehbuchschreiben zu.
1996 war er gemeinsam mit Al Reinert für das Drehbuch zu Apollo 13 für den Oscar in der Kategorie Bestes adaptiertes Drehbuch nominiert. Für die Drehbücher zu Jarhead – Willkommen im Dreck und Flags of Our Fathers war er jeweils für den Satellite Award nominiert.
Broyles ist zum dritten Mal verheiratet. Seine zweite Ehefrau war die Schauspielerin Linda Purl.

## Filmografie (Auswahl)
- 1990: Undercover
- 1993: John F. Kennedy – Wilde Jugend (J.F.K.: Reckless Youth)
- 1995: Apollo 13
- 1999: Verlockende Falle (Entrapment)
- 2000: Cast Away – Verschollen (Cast Away)
- 2001: Planet der Affen (Planet of the Apes)
- 2002: Untreu (Unfaithful)
- 2004: Der Polarexpress (The Polar Express)
- 2005: Jarhead – Willkommen im Dreck (Jarhead)
- 2006: Flags of Our Fathers
- 2017–2018: Six (Fernsehserie)